# 1972 en Bretagne
 Chronologie de la Bretagne
- 1968
- 1969
- 1970
- 1971
- 1972
- 1973
- 1974
- 1975
- 1976

Cette page recense des événements qui se sont produits durant l'année 1972 en Bretagne.

## Société

### Faits sociétaux
- Début du second cycle d'attentats du Front de libération de la Bretagne, s'étalant jusqu'en 1985[1].
- 13 mars-9 mai : grève du Joint français à Saint-Brieuc[2].
- 17 mai-4 juin : Grève du lait[3].

### Naissance

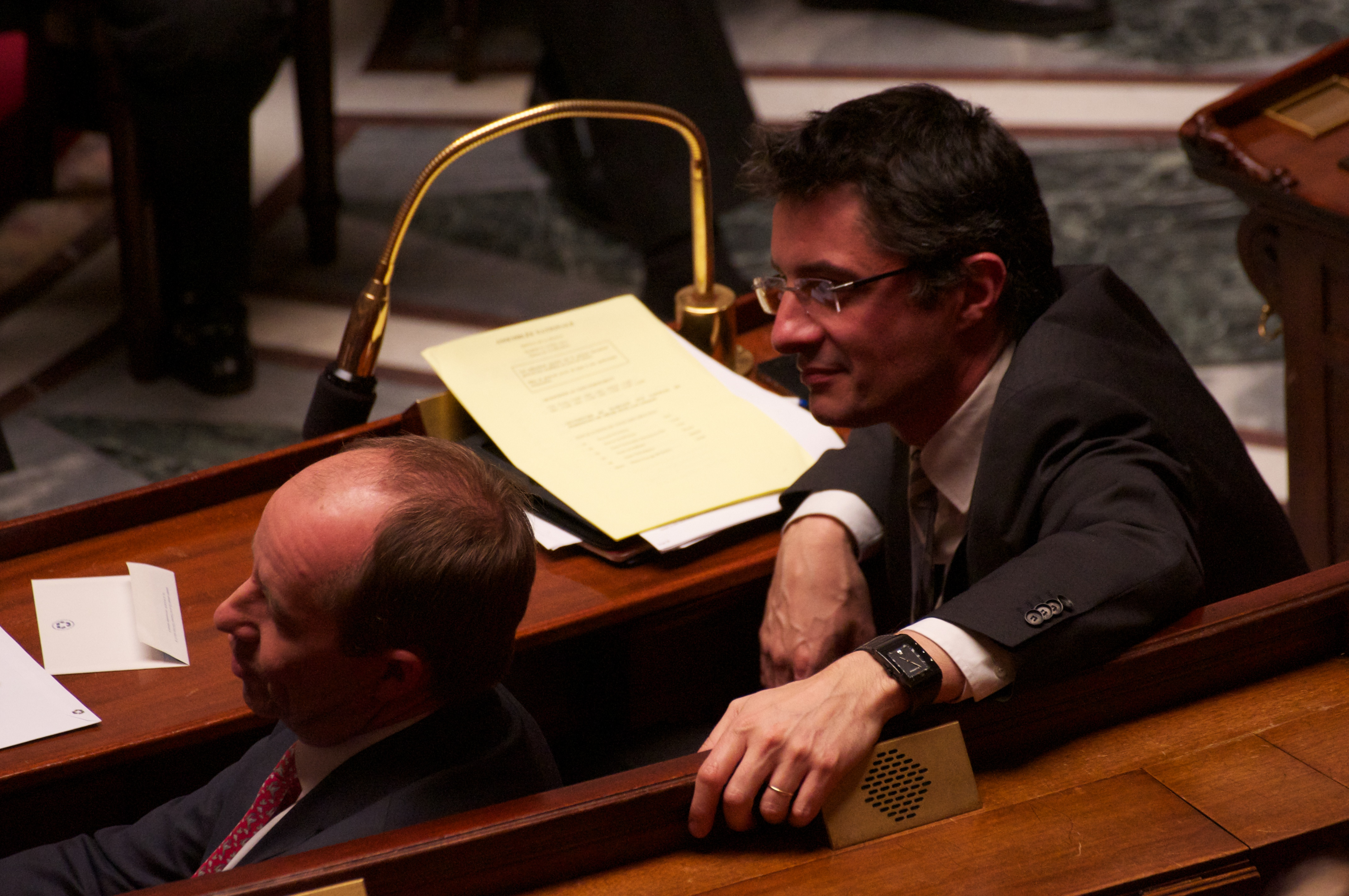
Erwann Binet (à droite) lors du vote solennel de la loi ouvrant le mariage aux couples de personnes de même sexe.

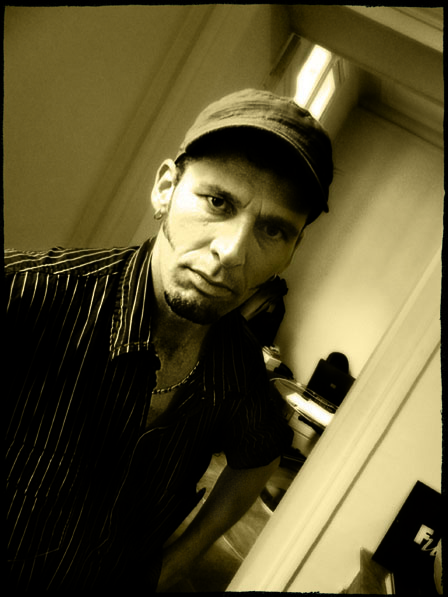
Kris

- 22 mars à Brest : Jocelyn Gourvennec, footballeur puis entraîneur français. Il évolue au poste de milieu de terrain de la fin des années 1980 au milieu des années 2000.

- 25 mars à Brest : Sébastien Flute, archer français spécialiste de l'arc classique.

- 30 juillet à Brest : Erwann Binet, homme politique français.

- 4 septembre à Brest : Christophe Goret, dit Kris, scénariste de bande dessinée français.

### Décès
- 2 février : François Blancho, ouvrier aux Chantiers de Saint-Nazaire, syndicaliste, secrétaire des Jeunesses socialistes de 1906 à 1910. Il est maire de Saint-Nazaire de 1925 à 1941, puis de 1945 à 1968, soit 39 ans, député socialiste de la Loire-Atlantique de 1928 à 1942 et de 1962 à 1967, sous-secrétaire d'État à la Marine, à la Marine militaire ou à l'Armement, député européen[4].

## Politique

### Vie politique
- 5 juillet : instauration par la loi no 72-619 « portant création et organisation des régions » du Conseil régional de Bretagne, duquel est exclu le département de la Loire-Atlantique, certains notables cherchant ainsi à préserver leurs fiefs[1].

## Économie
- Création de la BAI (Bretagne Angleterre Irlande), future Brittany Ferries, sous l'impulsion d'Alexis Gourvennec, président de la coopérative agricole SICA de Saint-Pol-de-Léon, pour assurer le transport des produits agricoles [5]. La Chambre de commerce et d'industrie de Morlaix construisit un port en eau profonde à Roscoff[6].

## Culture
- 28 février : Alan Stivell en spectacle à l'Olympia, diffusé sur Europe 1 et dont le disque À l'Olympia, vendu à un million et demi d'exemplaires, marque le début de la « première vague bretonne »[7].
- 13 août : première édition du festival « pop celtic » de Kertalg à Moëlan-sur-mer avec à l'affiche Alan Stivell, les sœurs Goadec, Gilles Servat, Tri Yann, Gweltaz ar Fur, Diaouled ar Menez.
- 12 novembre : Manifeste de Plessala des chanteurs bretons.
- 23 novembre : création de Dastum[8]

## Sports

### Cyclisme
- 2 au 4 juillet : Passage du 59e Tour de France en Bretagne, avec des étapes à Saint-Brieuc, La Baule et Pornichet. Natif de Bouguenais, Cyrille Guimard remporte quatre étapes durant l'épreuve, dont celle de Saint-Brieuc. Acteur majeur de cette édition, il porte le maillot jaune durant huit jours avant de le céder à Eddy Merckx, futur vainqueur[9].

### Football
- Deux clubs bretons participent à l'édition 1971-1972 du championnat de France de football : le Football Club de Nantes termine à la septième place, tandis que le Stade rennais UC se classe onzième.
- 23 mai : La section football du Stade rennais université club, la seule dotée du statut professionnel, prend son indépendance de la structure omnisports en tant qu'association loi de 1901 autonome, et prend le nom de Stade rennais football club[10]. Elle portait le nom de SRUC depuis 1904.
- Été : Après huit saisons passées à ce poste et deux succès en Coupe de France, Jean Prouff quitte le poste d'entraîneur du Stade rennais pour celui de directeur technique. Il est remplacé par son ancien capitaine René Cédolin, qui met ainsi un terme à sa carrière de joueur[11].

## Constructions
- 15 mai : inauguration du pont de Cornouaille sur l'Odet entre Clohars-Fouesnant et Combrit-Sainte-Marine[12]

### Sources et bibliographie
- Joël Cornette, Histoire de la Bretagne et des Bretons, t. 2 : Des Lumières au XXIe siècle, Le Seuil, 2008, 749 p. (ISBN 978-2-7578-0996-9 et 2-7578-0996-2)
- Jean-Jacques Monnier (dir.) et Jean-Christophe Cassard (dir.), Toute l'Histoire de Bretagne : Des origines à nos jours, Morlaix, Skol Vreizh, 2012, 864 p. (ISBN 978-2-915623-79-6, présentation en ligne)
- Michel Denis (dir.), Jean-Jacques Monnier (coordinateur), Ronan Le Coadic, Patrick Gourlay et Claude Geslin, Histoire d'un siècle, Bretagne 1901-2000 : L'émancipation d'un monde, Morlaix, Skol Vreizh, juin 2010, 400 p. (ISBN 978-2-915623-62-8 et 2-915623-62-7)
- Tudi Kernalegenn, « 1972. Le réveil de la Bretagne », ArMen, no 191,‎ novembre-décembre 2012, p. 20-27 (lire en ligne, consulté le 20 mars 2015)
- Emmanuel Salmon-Legagneur (dir.) et al. (préf. Yvon Bourges, anc. ministre, prés. du conseil régional de Bretagne), Les noms qui ont fait l'histoire de Bretagne : 1 000 noms pour les rues de Bretagne, Spézet, Coop Breizh et Institut culturel de Bretagne, 1997, 446 p. (ISBN 978-2-84346-032-6)